# Dauphin

Erb dauphina

Dauphin (výsl. [dofén]), byl původně říšský šlechtický titul, poté, též jako dauphin de France, titul příslušející prvorozeným synům francouzského krále a následníkům francouzského trůnu. Titul prince se používal v letech 1350 až 1791 a 1824 až 1830.
Titul dauphin je obdobou názvu „korunní princ“. Druhorození synové a v případě jejich úmrtí další mladší synové francouzských králů získávali titul vévoda orleánský (franc. duc d'Orléans).

## Původ názvu
Dauphin bylo přízvisko Guiga IV. z Albonu († 1142) a některých dalších členů rodu, protiklad běžnější ženské varianty francouzského rodného jména Delphine. Původ jména není jasný, existuje o tom více teorií a legend. Slovo „dauphin“ znamená francouzsky delfín, ale může odkazovat i na květinu stračku nebo na řecké město Delfy. Snad se vztahuje k blízkosti Provence a středomořské kultury. Symbol delfína se pak vyobrazoval na erbu.

## Historie

### Říšská knížata
Titul dauphin původně příslušel v letech 1142–1349 rodu knížat Římské říše, vévodů z Viennois, což je historické území na jihovýchodě dnešní Francie v oblasti města Vienne. Zde bylo hrabství Vienne, ale titul dauphin z Viennois užíval rod Guigonovců, původních hrabat z Albonu, které se též nazývalo Albon-Viennois. Označení vévodství dle titulu jako delfinát, fr. Dauphiné de Viennois (lat. Delphinatus Viennensis) dalo později název provincii Dauphiné, jedné z provincií francouzského království, která zahrnovala širší oblast s centrem v Grenoblu.

### Francouzští následníci
Titul používali členové říšského rodu až do roku 1349, kdy Humbert II. prodal tento titul francouzskému králi Filipu VI. Podmínkou prodeje se stal králův slib, že titul bude od této chvíle příslušet vždy korunnímu princi a následníkovi francouzského trůnu. Prvním nositelem titulu se tak stal Filipův vnuk Karel V. Moudrý. Manželky následníků trůnu pak používaly titul dauphine.
Naposledy se titul dauphin oficiálně používal za vlády Karla X. v letech 1824 až 1830, kdy jej nesl jeho syn Ludvík Antonín, vévoda z Angoulême, pozdější „20minutový král“ Ludvík XIX.
V současnosti se tento titul používá neoficiálně pro Ludvíka, vévodu Burgundského (*2010), syna hlavy rodu Bourbonů Ludvíka Alfonse, vévody z Anjou.

### Velký a Malý dauphin
Jako Velký a Malý dauphin (francouzsky: le Grand Dauphin et le Petit Dauphin) jsou označováni Ludvík Bourbonský z Viennois (20. dauphin) (syn Ludvíka XIV.) a jeho syn Ludvík Bourbonský z Viennois, vévoda burgundský (21. dauphin). Oba žili kratší dobu než tehdy vládnoucí král Ludvík XIV., a proto se ani jeden z nich nestal nikdy panovníkem. V době, kdy žili oba dva, bylo nutné je odlišit, a tak byli nazývání Velký a Malý dauphin. Jean-Baptiste Lully pro příležitost křtin Velkého dauphina (známého před narozením pouze jako Ludvík, dauphin francouzský) složil moteto Plaude Laetare Gallia (česky: Raduj se a zpívej, Francie).

## Seznam francouzských dauphinů
| Obrázek | Jméno                              | Dědicem      | Narození          | Dauphinem od      | Dauphinem do                                                   | Úmrtí                                                                     | Ostatní tituly před/během užívání titulu Dauphin | Královské jméno | Dauphine                                                   |
| ------- | ---------------------------------- | ------------ | ----------------- | ----------------- | -------------------------------------------------------------- | ------------------------------------------------------------------------- | ------------------------------------------------ | --------------- | ---------------------------------------------------------- |
|         | Karel, 1. dauphin                  | Jan II.      | 21. ledna 1338    | 22. srpna 1350    | 8. srpna 1364 stal se králem                                   | 16. září 1380                                                             | Vévoda z Normandie                               | Karel V.        | Johanna Bourbonská                                         |
|         | Karel, 2. dauphin                  | Karel V.     | 3. prosince 1368  | 3. prosince 1368  | 16. září 1380 stal se králem                                   | 21. října 1422                                                            |                                                  | Karel VI.       | –                                                          |
|         | Karel, 3. dauphin                  | Karel VI.    | 26. září 1386     | 26. září 1386     | 28. prosince 1386                                              | 28. prosince 1386                                                         |                                                  | –               | –                                                          |
|         | Karel, 4. dauphin                  | Karel VI.    | 6. února 1392     | 6. února 1392     | 13. ledna 1401                                                 | 13. ledna 1401                                                            | Vévoda z Akvitánie                               | –               | –                                                          |
|         | Ludvík, 5. dauphin                 | Karel VI.    | 22. ledna 1397    | 13. ledna 1401    | 18. prosince 1415                                              | 18. prosince 1415                                                         | Vévoda z Akvitánie                               | –               | Margareta Burgundská (Dauphine)                            |
|         | Jan, 6. dauphin                    | Karel VI.    | 31. srpna 1398    | 18. prosince 1415 | 5. dubna 1417                                                  | 5. dubna 1417                                                             | Vévoda Tourainský                                | –               | Jacqueline, hraběnka z Hainautu                            |
|         | Karel, 7. dauphin                  | Karel VI.    | 22. února 1403    | 5. dubna 1417     | 21. října 1422 stal se králem                                  | 22. června 1461                                                           | Hrabě z Ponthieu                                 | Karel VII.      | –                                                          |
|         | Ludvík, 8. dauphin                 | Karel VII.   | 3. července 1423  | 3. července 1423  | 22. června 1461 stal se králem                                 | 30. srpna 1483                                                            |                                                  | Ludvík XI       | Markéta Skotská; Šarlota Savojská                          |
|         | François, 9. dauphin               | Ludvík XI    | 4. prosince 1466  | 4. prosince 1466  | 4. prosince 1466                                               | 4. prosince 1466                                                          |                                                  | –               | –                                                          |
|         | Karel, 10. dauphin                 | Ludvík XI    | 30. června 1470   | 30. června 1470   | 30. srpna 1483 stal se králem                                  | 7. srpna 1498                                                             |                                                  | Karel VIII.     | –                                                          |
|         | Charles-Orland, 11. dauphin        | Karel VIII.  | 11. října 1492    | 11. října 1492    | 16. prosince 1495                                              | 16. prosince 1495                                                         |                                                  | –               | –                                                          |
|         | Karel, 12. dauphin                 | Karel VIII.  | 8. září 1496      | 8. září 1496      | 2. října 1496                                                  | 2. října 1496                                                             |                                                  | –               | –                                                          |
|         | François, 13. dauphin              | Karel VIII.  | června 1497       | června 1497       | června 1497                                                    | června 1497                                                               |                                                  | –               | –                                                          |
|         | François, 14. dauphin              | František I. | 28. února 1518    | 28. února 1518    | 10. srpna 1536                                                 | 10. srpna 1536                                                            | Vévoda z Bretaně                                 | –               | –                                                          |
|         | Jindřich, 15. dauphin              | František I. | 31. března 1519   | 10. srpna 1536    | 31. března 1547 stal se králem                                 | 10. června 1559                                                           | Vévoda orleánský, Vévoda z Bretaně               | Jindřich II.    | Kateřina Medicejská                                        |
|         | František, 16. dauphin             | Jindřich II. | 19. ledna 1544    | 31. března 1547   | 10. června 1559 stal se králem                                 | 5. prosince 1560                                                          | Král-choť Skotska                                | František II.   | Marie Stuartovna                                           |
|         | Ludvík, 17. dauphin                | Jindřich IV. | 27. září 1601     | 27. září 1601     | 14. května 1610 stal se králem                                 | 14. května 1643                                                           |                                                  | Ludvík XIII.    | –                                                          |
|         | Ludvík-Dieudonné, 18. dauphin      | Ludvík XIII. | 5. září 1638      | 5. září 1638      | 14. května 1643 stal se králem                                 | 1. září 1715                                                              |                                                  | Ludvík XIV.     | –                                                          |
|         | Ludvík, Velký Dauphin, 19. dauphin | Ludvík XIV.  | 1. listopadu 1661 | 1. listopadu 1661 | 14. dubna 1711                                                 | 14. dubna 1711                                                            |                                                  | –               | Duchess Maria Anna of Bavaria                              |
|         | Ludvík, Malý Dauphin, 20. dauphin  | Ludvík XIV.  | 16. srpna 1682    | 14. dubna 1711    | 18. února 1712                                                 | 18. února 1712                                                            | Vévoda Burgundský                                | –               | Marie Adelaide Savojská                                    |
|         | Ludvík, 21. dauphin                | Ludvík XIV.  | 8. ledna 1707     | 18. února 1712    | 8. března 1712                                                 | 8. března 1712                                                            | Vévoda z Bretaně                                 | –               | –                                                          |
|         | Ludvík, 22. dauphin                | Ludvík XIV.  | 15. února 1710    | 8. března 1712    | 1. září 1715 stal se králem                                    | 10. května 1774                                                           | Vévoda z Anjou                                   | Ludvík XV.      | –                                                          |
|         | Ludvík, 23. dauphin                | Ludvík XV.   | 4. září 1729      | 4. září 1729      | 20. prosince 1765                                              | 20. prosince 1765                                                         |                                                  | –               | Infanta Maria Teresa Rafaela Španělská; Marie Josefa Saská |
|         | Ludvík-August, 24. dauphin         | Ludvík XV.   | 23. srpna 1754    | 20. prosince 1765 | 10. května 1774 stal se králem                                 | popraven (sťat gilotinou) 21. ledna 1793 během Velké francouzské revoluce | Vévoda z Berry                                   | Ludvík XVI.     | Marie Antoinetta                                           |
|         | Ludvík-Josef, 25. dauphin          | Ludvík XVI.  | 22. října 1781    | 22. října 1781    | 4. června 1789                                                 | 4. června 1789                                                            |                                                  | –               | –                                                          |
|         | Ludvík-Karel, 26. dauphin          | Ludvík XVI.  | 27. března 1785   | 4. června 1789    | 1. října 1791 retitled as Prince-royal                         | 8. června 1795                                                            | Vévoda z Normandie                               | Ludvík XVII.    | –                                                          |
|         | Ludvík-Antonín, 27. dauphin        | Karel X.     | 6. srpna 1775     | 16. září 1824     | 2. srpna 1830 stal se králem/sesazen během Červencová revoluce | 3. června 1844                                                            | Vévoda z Angoulême                               | Ludvík XIX.     | Marie Terezie Bourbonská                                   |

## Galerie znaků dauphinů

Znak dauphiné
Znak dauphina
Znak dauphina Františka, vévody Bretaňského.
Znak dauphina Františka, Krále-chotě Skotska
Heraldická koruna francouzských dauphinů